# Mean Creek
Mean Creek (lançado no Brasil com o título Quase um Segredo e em Portugal como Uma Pequena Vingança) é um filme estadunidense de 2004, do gênero drama, escrito e dirigido por Jacob Aaron Estes.

## Sinopse
O filme se passa em uma pequena cidade do Oregon. Sam (Rory Culkin) é um garoto tímido que sofre bullying em sua escola por conta de um garoto disléxico chamado George (Josh Peck) que o bate e incomoda todos os dias. Sam conta isso ao irmão mais velho, Rocky (Trevor Morgan), um rapaz pacífico que gosta de usar drogas e viver tranquilamente. Ele decide, junto com Sam e dois amigos seus, pregar uma peça em George para se vingar. Os amigos de Rocky são Clyde (Ryan Kelley), um garoto tímido e envergonhado por conta das brincadeiras em relação aos seus pais homossexuais feitas por Marty (Scott Mechlowicz), o outro amigo. Os garotos decidem levar George em um passeio de barco para comemorar o aniversário de Sam (embora não seja realmente seu aniversário) e depois deixá-lo nu no rio para que volte sozinho e sem roupas para casa. Junto com eles, há também Millie (Carly Schroeder), a garota de interesse de Sam. 
No passeio de carro até o rio, George tenta ser legal e se aproximar dos outros, mas os garotos sempre o fazem comentários rudes e ofensivos. Millie, que não sabia o real propósito do passeio até que Sam a revela, pede que ele e seu irmão abortem o plano. Como George se revelou na verdade uma boa pessoa que machucava os outros por ser solitário, eles concordam em abortar o plano, mas um dos amigos de Rocky, Marty, não recebe a proposta com a mesma tranquilidade e acha que devem continuar.
No barco, eles começam um jogo de verdade ou desafio. Millie no início tenta impedir que a brincadeira se realize, dizendo que alguém sempre sai magoado do jogo, o quê de fato acontece: durante uma série de brincadeiras ofensivas a George, ele faz um rápido comentário sobre o pai de Marty, o que o enfurece. Antes de revelar o porquê da piada tê-lo ofendido, ele confessa todo o plano para George, deixando-o furioso. George então xinga os outros ocupantes do barco e se lembra do motivo da raiva de Marty ao ouvir comentários sobre o pai: Seu pai era alcoólatra, e deu um tiro na própria cabeça num momento de embriaguez "espalhando seus miolos por toda a parede", frase que George repete repetida e ininterruptamente para atormentar Marty. Quando Marty perde a calma e avança em direção ao garoto, Rocky o segura e empurra George na água para que pare com os comentários. Contudo, George não sabe nadar e pede por socorro enquanto os outros apenas observam. Enquanto luta para manter-se na superfície, sua câmera filmadora que ele sempre carrega por todo lugar bate em sua cabeça, desacordando-o. 
Preocupado, Rocky mergulha para resgatá-lo enquanto os outros remam o barco para uma pequena praia fluvial. Rocky encontra George perto da praia, e Millie tenta ressucitá-lo, em vão. Eles decidem seguir o conselho de Marty e enterram George na mata, para depois ir lidar com as únicas testemunhas que sabiam que George estava com eles: o irmão de Marty (dono do carro usado pelo grupo) e seu amigo. Clyde insiste que eles devem contar a verdade e dizer que foi um acidente, mas Marty o ameaça e ele se rende ao plano. Marty conta à seu irmão e ao amigo sobre a situação, e eles concordam com o plano. Marty se encontra com o grupo e conta a eles sobre as testemunhas, mas descobre que todo o grupo decidiu mudar de ideia e contar a verdade. Marty se recusa a revelar a verdade, fica bravo com o grupo, vai embora e pede novamente emprestado o carro do irmão, e também a pistola. O irmão lhe concede os dois objetos e Marty assalta um posto de gasolina, para depois partir e não ser mais visto no filme.
Enquanto isso, os outros vão à casa de George e confessam a história à sua mãe. Enquanto Sam diz a um policial que no momento que George foi jogado na água ele estava dizendo "coisas que não deveriam ser ditas", as imagens mostram a polícia desenterrando o corpo de George sob os soluços de choro da mãe. O filme termina com a polícia assistindo a um vídeo na câmera de George, no qual ele fala de si mesmo e revela seus sentimentos sobre o mundo.

## Elenco
- Ryan Kelley .... Clyde
- Rory Culkin .... Sam Merric
- Josh Peck .... George Tooney
- Trevor Morgan .... Rocky Merric
- Scott Mechlowicz .... Martini Blank
- Carly Schroeder .... Millie